# کنستانتینوس کولیاس
کنستانتینوس کولیاس (یونانی: Κωνσταντίνος Κόλλιας؛ زاده ۱۹۰۱ – درگذشته ۱۳ ژوئیه ۱۹۹۸) یک سیاست‌مدار اهل یونان بود.